# Dragan Šajnović
Dragan Šajnović (né le 18 octobre 1907 à Banja Luka et mort le 20 juin 1985) était un violoniste bosnien. Il était le fils d'Ivo Šajnović, un juriste qui fut également un des premiers ethnographes de Bosnie-Herzégovine. 

## Biographie
Dragan Šajnović effectua des études de professeur à l'École des maîtres (Učiteljska škola) de sa ville natale. Très tôt, il se passionna pour la musique classique et il étudia le violon avec Josip Soukal et Karol Pahor. Il approfondit ensuite sa formation au conservatoire de Ljubljana entre 1928 et 1935, dans les classes de J.Šlaisa et K.Rupela. Au terme de ces études, devenu à son tour professeur, Šajnović retourna dans sa ville natale de Banja Luka.
Parallèlement à ses études, Dragan Šajnović commença à se produire en concert à partir de 1925, faisant notamment partie du Gudački kvartet de Banja Luka, qui promouvait la musique de chambre dans la ville.
En 1935, il devint professeur à l'École de musique (en serbe : Muzička škola) de Banja Luka, dont il fut directeur de 1936 à 1938. Entre 1938 et 1941, il fut professeur au lycée de Đevđelija, dans l'actuelle République de Macédoine, puis, de 1941 à 1947, il devint professeur au Lycée de Banja Luka et à l'École des maîtres de la ville. De 1947 à 1949, il enseigna à Travnik et, de 1949 à 1972, il fut, entre autres activités, professeur à l'École de musique de Banja Luka, avant d'en devenir le directeur. Le professeur Šajnović devint également le directeur de l'orchestre de la Ville.
Šajnović a écrit un livre intitulé "Muzički život u Banjoj Luci od austro-ugarske okupacije do drugog svjetskog rata (1878-1941) (« La Vie musicale à Banja Luka de l'occupation austro-hongroise à la Seconde guerre mondiale »).